# Девлет-Берди
Девлет-Берди (Даулет-Бирды; умер в 1427?) — один из чингизидов, участвовавших в борьбе за власть в Золотой Орде в период «Великой замятни» в 20-х годах XV века. 

## Биография
Точное происхождение Девлет-Берди документально не указывается. Возможно, что он был братом Таш-Тимура и двоюродным братом хана Золотой Орды Улу-Мухаммеда, хотя В. Д. Смирнов считает, что Девлет-Берди одним лицом с Хаджи I Гераем — родоначальником династии крымских ханов.
По сведениям, которые со ссылкой на посла Девлет-Берди ко двору Египетского султана сообщают арабские писатели, тот в 1427 году владел Крымом и прилегавшими к нему землями. В это время в Золотой Орде был период «Великой замятни», когда власть оспаривали разные ханы. В 1426/1427 году Девлет-Берди объявил себя ханом в Крыму. Сидевший в Сарае хан Улу-Мухаммед, вероятно, послал против него войска, этим воспользовался его двоюродный брат Барак, сместивший хана. Но затем Сарай захватил уже Девлет-Берди, однако вскоре Барак вернул себе власть в Сарае. Иоганн Шильтбергер указывает, что Девлет-Берди сверг хана Мухаммеда, но через 3 дня был им же убит. При этом В. Д. Смирнов указывает, что Н. М. Карамзин считал известия Шильтбергера «неясными и бестолковыми», поэтому полагаться на них не стоит. В качестве аргументов историк указывает, что за время своего правления Девлет-Берди успел отчеканить монету и послать посольство в Египет. Кроме того, арабские авторы ставят того на одну ступень с Мамаем, Тохтамышем и Едигеем, поэтому Смирнов считает его достаточно могущественным ханом. При этом Девлет-Берди не упоминается в русских летописях.
Смирнов считает, что Девлет-Берди был ханом Золотой Орды более долгий срок, чем сообщает Шильтбергер, считая, что тот мог ошибаться. Кроме того, историк сомневается в том, что хан действительно был убит соперником, отмечая, что вряд ли такое событие осталось неизвестным для арабских историков.